# Saint-Jean-d’Ardières
Saint-Jean-d’Ardières ist eine Commune déléguée in der französischen Gemeinde Belleville-en-Beaujolais mit 5.072 Einwohnern (Stand 1. Januar 2022) im Département Rhône in der Region Auvergne-Rhône-Alpes. Die Einwohner werden Saint-Jean-d’Ardiérois genannt.

## Geographie
Saint-Jean-d’Ardières liegt am Ardière, einem Zufluss der Saône. Umgeben wird Saint-Jean-d’Ardières von den Nachbarortschaften Corcelles-en-Beaujolais im Norden, Dracé im Nordosten, Taponas im Osten, Belleville im Süden, Saint-Lager im Südwesten, Cercié im Westen und Villié-Morgon im Nordwesten.

## Geschichte
Zum 1. Januar 2019 wurde Saint-Jean-d’Ardières mit Belleville zur Commune nouvelle Belleville-en-Beaujolais zusammengelegt. Seitdem ist Saint-Jean-d’Ardières eine Commune déléguée. Die Gemeinde Saint-Jean-d’Ardières gehörte zum Arrondissement Villefranche-sur-Saône und zum Kanton Belleville.

## Bevölkerungsentwicklung
| 1962                      | 1968  | 1975  | 1982  | 1990  | 1999  | 2006  | 2011  |
| ------------------------- | ----- | ----- | ----- | ----- | ----- | ----- | ----- |
| 1.262                     | 1.332 | 1.569 | 1.993 | 2.189 | 2.275 | 2.597 | 3.626 |
| Quelle: Cassini und INSEE |       |       |       |       |       |       |       |

## Sehenswürdigkeiten

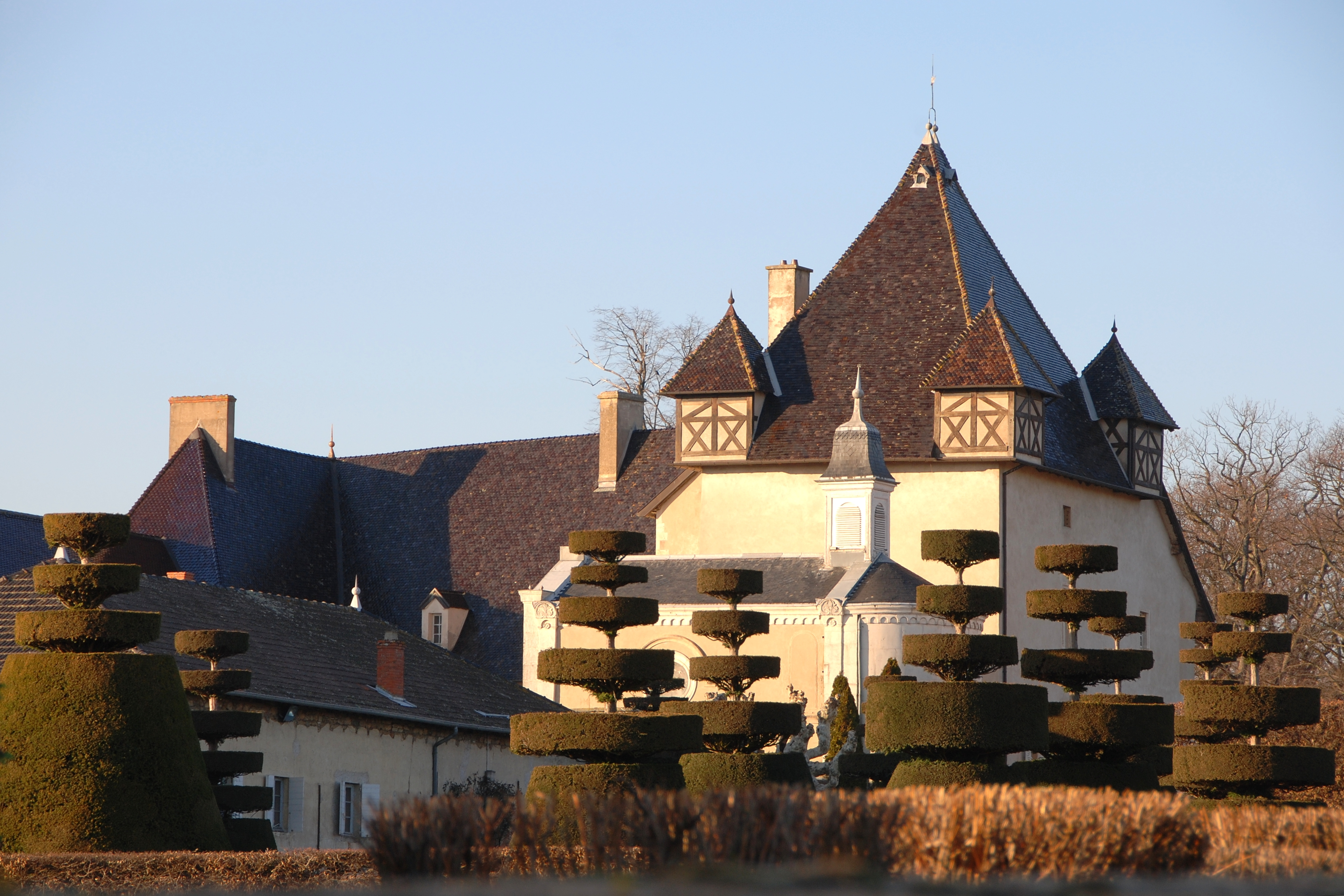
Schloss Pizay

- Haus des Beaujolais, Dokumentation des Weinbaus der Gegend
- Schloss Pizay aus dem 14. und 17. Jahrhundert mit Weinhügeln über 50 Hektar
- Kapelle Brouilly (auch: Notre-Dame)
- Flugplatz von Belleville